# Tamir Berman
Tamir Berman (Rafaela, Argentina; 20 de febrero de 2001) es un futbolista argentino. Juega de defensa central y su equipo actual es el Latina Calcio 1932 de la Serie C de Italia.

## Trayectoria
Formado en las inferiores del Newell’s Old Boys, Berman continuó su carrera en Italia en 2020 cuando se unió a las inferiores del Benevento. A mediados de 2020, fue adquirido por el A.S.D. Carbonia Calcio en la Serie D, donde comenzó su carrera como senior.
En enero de 2022 se incorporó al ASD San Luca de la Serie D por el resto de la temporada.
De cara a la temporada 2022-23, Barman fichó en el Giugliano de la Serie C.

## Clubes
| Club                        | País   | Año           |
| --------------------------- | ------ | ------------- |
| A.S.D. Carbonia Calcio      | Italia | 2020-2022     |
| ASD San Luca                | Italia | 2022          |
| Giugliano                   | Italia | 2022-2024     |
| SS Monopoli                 | Italia | 2024-         |
| Latina Calcio 1932 (cedido) | Italia | 2024-presente |